# Bring Kids Back UA
Bring Kids Back UA — українська гуманітарна програма, створена за ініціативою Президента України Володимира Зеленського у 2023 році. Вона об’єднує зусилля органів влади України, інших держав, міжнародних та неурядових організацій заради повернення на батьківщину всіх викрадених Росією українських дітей під час російського вторгнення в Україну розпочатого в 2022 році. Програма передбачає реінтеграцію депортованих дітей, їх соціалізацію, розвиток сімейних форм виховання, а також фіксацію злочинів та притягнення РФ до відповідальності за ці злочини, зокрема в Міжнародному кримінальному суді в Гаазі.
План дій Bring Kids Back UA є спрямований на реалізацію Формули миру Президента Володимира Зеленського, зокрема пункту 4 «Звільнення всіх полонених і депортованих». Координацію виконання плану дій здійснює Координаційна рада з питань захисту та безпеки дітей при Президентові України, яку очолює керівник Офісу Президента України Андрій Єрмак.

## Передумови
Під час російського вторгнення в Україну у 2022 році російська федерація примусово перемістила тисячі українських дітей на з одних підконтрольних їм територій на інші підконтрольні території, надала їм російське громадянство (залежно від віку), змушувала російські сім'ї всиновлювати їх та створила перешкоди для возз'єднання дітей з батьками та батьківщиною. Українські діти були викрадені російською державою після того, як їхніх батьків заарештувала російська окупаційна влада на тимчасово окупованих територіях України або вбила під час вторгнення, або після розлучення з батьками в зоні активних бойових дій. Дітей також викрадали з українських опікунських установ на окупованих територіях та через дитячі «літні табори» на російській території. Викрадені діти були піддані насильницькій русифікації. Виховання дітей війни в чужій нації та культурі становить акт геноциду, бо має на меті стерти їхню національну ідентичність.
Організація Об’єднаних Націй заявила, що ці депортації є воєнними злочинами, що звинувачення є «достовірними», і що російські сили відправляли українських дітей до Росії на всиновлення в рамках масштабної програми.
Оцінки кількості українських дітей, депортованих до Росії, коливаються від 19 546 до 307 000 без будь-яких ознак того, коли вони зможуть повернутися до своїх рідних міст. Станом на початок серпня 2024 року вдалось повернути понад 750 дітей, з яких 446 евакуювала благодійна організація Save Ukraine. Кількість дітей, які опинились під впливом Російської Федерації оцінюється приблизно в 1,5 млн.
17 березня 2023 року Міжнародний кримінальний суд (МКС) у Гаазі
видав ордери на арешт президента РФ Володимира Путіна та уповноваженої президента РФ з прав дитини Марії Львової-Бєлової через незаконну депортацію українських дітей.
27 квітня Парламентська асамблея Ради Європи ухвалила резолюцію, в якій визнала примусове переміщення українських дітей у Росію геноцидом.

## Історія створення

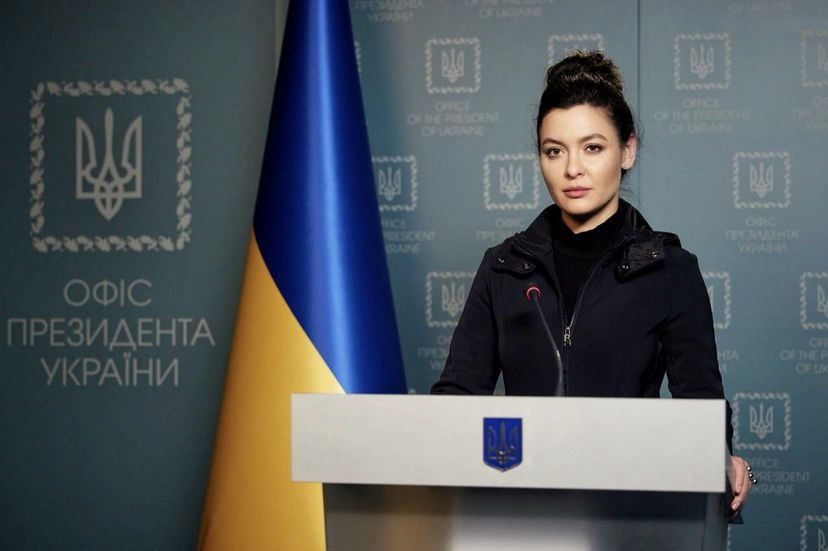
Дарія Зарівна, операційна директорка Bring Kids Back UA

Вперше про програму розповіла радниця з питань комунікацій керівника Офісу Президента і операційна директорка Bring Kids Back UA Дарія Зарівна 15 травня 2023 року. Вона підкреслила, що в Україні створили новий рух — «нову фундацію, новий Think tank, що має назву Bring Kids Back UA». Під час виступу на Copenhagen Democracy Summit 2023, у столиці Данії Зарівна запросила приєднатися до цього руху і допомогти повернути тисячі українських дітей додому.

| «Я розповіла про те, як росіяни викрадають українських дітей, забирають їх силою з тимчасово окупованих територій, а також про започаткування нашого нового руху Bring Back Kids UA, навколо якого ми хочемо об‘єднати світ, щоб разом припинити російські злочини та повернути наших дітей. За нашими даними, близько 20 тисяч дітей були силою вивезені у Росію. Хоча цифра таких злочинів може бути значно більшою і сягати понад 100 тисяч». |
| — Дарія Зарівна |

31 травня 2023 року, напередодні Міжнародного дня захисту дітей, президент Володимир Зеленський відкрив Центр захисту прав дитини і презентував план повернення дітей Bring Kids Back UA. До заходу також долучилися: керівник Офісу Президента Андрій Єрмак, віце-премʼєр-міністр – міністр з питань реінтеграції тимчасово окупованих територій України Ірина Верещук, Генеральний прокурор Андрій Костін, радниця – уповноважена Президента України з прав дитини та дитячої реабілітації Дар’я Герасимчук, уповноважений Верховної Ради з прав людини Дмитро Лубінець, голова Координаційного центру з розвитку сімейного виховання та догляду дітей Ірина Тулякова.

| «Перший крок зроблено, 371 дитина вдома, в Україні. Зробимо усе, щоб повернути всіх, і, напевне, головний сенс – у назві програми Bring Kids Back UA. Я відверто нам цього бажаю – повернути всіх дітей додому, в Україну, і цілковито підтримую цю програму. Хочеться повернути дітей якнайшвидше. Це найважливіше». |
| — Володимир Зеленський |

У вересні 2023 року, у межах реалізації затвердженого Володимиром Зеленським плану дій Bring Kids Back UA, розпочалася інформаційна кампанія «Знаєш – скажи!». Вона спрямована на мотивацію людей, які проживають на території Росії, протидіяти примусовій депортації українських дітей і сприяти поверненню юних українських громадян в Україну. Для цього на телеканалі FREEДОМ, орієнтованому на російськомовних глядачів за межами України, виходитимуть інформаційні ролики, сюжети, спеціальні проєкти та рубрики, спрямовані насамперед на аудиторію, яка проживає в Росії.
16 жовтня, у межах програми Bring Kids Back UA, до України повернули чотирьох дітей від 2 до 17 років, раніше депортованих Росією, повідомив голова Офісу Президента Андрій Єрмак. Це стало можливим завдяки перемовинам, посередником у яких виступив Катар.
19 жовтня 2023 року, запрацювала платформа «Bring Kids Back UA», що інформуватиме світову спільноту щодо проблематики депортації Росією українських дітей.
29 жовтня, під час третьої зустрічі радників із національної безпеки та зовнішньої політики, що відбулася на Мальті, Канада запропонувала створити міжнародну коаліцію країн, яка сприятиме зокрема поверненню українських дітей, депортованих чи примусово переміщених Росією з тимчасово окупованих територій України. Зазначена ініціатива стане продовженням плану Bring Kids Back UA.

## План дій
План дій Bring Kids Back UA складається із семи ключових блоків, які передбачають конкретні дії та заходи: 
- повернення депортованих Росією українських дітей (передбачає залучення структур ООН, інших міжнародних організацій, урядів, а також створення Міжнародної робочої групи Bring Kids Back UA високого рівня);

- розвиток сімейних форм виховання;

- реінтеграція дітей, повернутих з РФ, організація їх соціалізації і повернення, а також освітні ініціативи;

- створення Центру захисту прав дітей (Child Rights Protection Center), який був відкритий Президентом 30 травня 2023 року;

- фіксація злочинів та притягнення до відповідальності РФ;

- міжпарламентська взаємодія;

- комунікація і публічні заходи.

За кожним блоком закріплений відповідальний державний орган. Узгодження виконання плану дій Bring Kids Back UA здійснюватиме Координаційна рада з питань захисту та безпеки дітей при Президентові України, яку очолює керівник Офісу Глави держави Андрій Єрмак.

### Міжнародна експертна група
У рамках плану дій Bring Kids Back UA утворена Міжнародна експертна група, яка складається з фахівців, що глибоко обізнані з проблематикою прав дітей. 
Групу співочолюють Голова Офісу Президента Андрій Єрмак та Баронеса Гелена Кеннеді — британська юристка, яка у 2021 році була названа ВВС однією зі 100 жінок, які змінюють світ.
Група фокусується на розробці експертних висновків та рекомендацій щодо дієвих механізмів повернення дітей в Україну, а також вдосконаленні чинних міжнародно-правових механізмів для недопущення подібних ситуації з порушенням прав дітей у всьому світі.

### Центр захисту прав дітей
31 травня 2023 року відкрився Центр захисту прав дітей. Це міжвідомчий центр для дітей, котрі стали жертвами злочинів чи були їхніми свідками, де відповідні фахівці можуть: 
- отримати інформацію від дітей та їхніх родин;

- провести медичне обстеження, зокрема з криміналістичною метою;

- надати необхідну терапевтичну допомогу.

Центр включає дитячий куточок для дозвілля, а також приміщення, де спеціалісти Центру працюють за моделлю Барнахус (Barnahus).

### Міжпарламентська взаємодія
План дій Bring Kids Back UA передбачає інтенсивну взаємодію Верховної Ради України та народних депутатів з парламентами інших країн світу. 
3 травня 2023 року народні депутати України підтримали проєкт постанови «Про Звернення Верховної Ради України до парламентів та урядів іноземних держав, міжнародних організацій та їх міжпарламентських асамблей щодо засудження вчинених російською федерацією злочинів примусової депортації українських дітей» (№ 9267). Після цього було ухвалено резолюції парламентів різних країн світу. Депортацію засудив, наприклад, Сенат Франції, Сейм Польщі, Парламент Словаччини.
27 квітня 2023 року, ПАРЄ ухвалила резолюцію щодо примусової депортації російською стороною українських дітей та дорослих, визнавши такі дії геноцидом. Документ підтримало 87 парламентарів із 89 присутніх. У резолюції йдеться, що РФ повинна негайно припинити незаконне примусове переміщення та депортацію українських дітей та дорослих, а також припинити надавати їм російське громадянство.

## Міжнародна реакція
- Європейський Союз

1 червня 2023 року, у Міжнародний день захисту дітей, президентка Європейської комісії Урсула фон дер Ляєн закликала Росію припинити депортацію українських дітей та підтримала програму Bring Kids Back UA.

| «Тим часом ми прагнемо зробити все необхідне, щоб установити місцезнаходження депортованих українських дітей, сприяти їх безпечному поверненню та надати їм після повернення необхідну соціальну, медичну та освітню підтримку. Вирішальну роль у цьому починанні може відіграти план президента Зеленського Bring Kids Back UA». |
| — Урсула фон дер Ляєн |

- Канада

Делегація Канади під час третьої зустрічі радників із національної безпеки та зовнішньої політики, що відбувалася на Мальті, запропонувала створити міжнародну коаліцію країн, яка сприятиме поверненню українських дітей, примусово вивезених Росією з тимчасово окупованих територій України. Ця ініціатива стане продовженням програми Bring Kids Back UA. 
- Катар

Катар взяв участь у програмі Bring Kids Back UA на прохання українського уряду та відіграв значну роль у масштабних переговорах, які тривали кілька місяців. Зокрема, там допомогли повернути дітей від 2 до 17 років в Україну, яких незаконно депортували громадяни Росії. Представниця Міністерства закордонних справ Катару Лолва аль-Хатер висловила задоволення радісною новиною про возз'єднання дітей зі своїми сім’ями в Україні, результат якого був досягнути завдяки посередницьким зусиллям Катару.
- Нідерланди

Міністр закордонних справ Нідерландів Ханке Брюїнс Слот, озвучила намір Нідерландів підтримати Україну в проекті Bring Kids Back UA щодо возз’єднання родин за допомогою ДНК. Використовуючи експрес-тести ДНК, Нідерланди прагнуть допомогти Україні створити базу даних ДНК, що дасть змогу швидко встановлювати родинні зв’язки дітей, викрадених Росією, і сприяти їх якнайшвидшому поверненню до своїх сімей.
- Німеччина

7 вересня 2023 року, у німецькому Бундестазі, відбулася панельна дискусія на підтримку програми Bring Kids Back UA, присвячена поглибленню співпраці між Україною та Німеччиною задля повернення додому викрадених Росією українських дітей. Захід організувала група німецьких депутатів за сприяння Посольства України в Німеччині та Німецько-української парламентської групи.